# Eduardo van den Eynde
Eduardo van den Eynde Ceruti (Santander, Cantabria, 26 de octubre de 1959-24 de septiembre de 2020) fue un historiador y político español que desempeñó la función de diputado y portavoz del PP en el Parlamento de Cantabria.

## Biografía
Se licenció en Geografía e Historia por la Universidad de Valladolid, realizando diversas excavaciones arqueológicas y publicaciones en revistas especializadas.
Fue director del Servicio Cántabro de Empleo del Gobierno de Cantabria durante tres legislaturas, entre 1999 y 2003 y entre 2007 y 2020 fue diputado en el Parlamento de Cantabria. Posteriormente, desempeñó la función de portavoz parlamentario del Partido Popular de Cantabria y la presidencia de la Comisión de Innovación, Industria, Turismo y Comercio. También fue miembro del Comité ejecutivo, siendo vicesecretario de Comunicación.
Fuera de la política fue uno de los fundadores del Instituto de Prehistoria y Arqueología de Sautuola. Ocupó el cargo de director de excavaciones en yacimientos arqueológicos al tiempo que publicó diferentes artículos arqueológicos y sobre el patrimonio.
Falleció el 25 de septiembre de 2020 a causa de un cáncer detectado en 2013.
Fue hermano del también político Arturo Van den Eynde.

## Publicaciones
- Los niveles medievales del yacimiento de Camesa-Rebolledo: Apuntes sobre la más antigua ocupación medieval de Cantabria.  Sautuola: Revista del Instituto de Prehistoria y Arqueología Sautuola,  n.º 8, 2002.   ISSN-1133-2166.
- Miguel Ángel García Guinea y el Museo Regional de Prehistoria y Arqueología de Cantabriahistoria de una marginación, coedición con Regino Rincón Vila. Sautuola: Revista del Instituto de Prehistoria y Arqueología Sautuola, n.º 6, 1999. ISSN-1133-2166.
- Nuevos ejemplos de arte rupestre en el área geográfica de la antigua Cantabria: El abrigo de la Peña del Castillo, coedición con Regino Rincón Vila. Sautuola: Revista del Instituto de Prehistoria y Arqueología Sautuola, n.º 6, 1999. ISSN-1133-2166.
- Excavaciones arqueológicas en el yacimiento romano-medieval de Camesa-Rebolledo (Valdeola, Cantabria), co edición con Miguel Ángel García Guinea. Codex aquilarensis: Cuadernos de investigación del Monasterio de Santa María la Real,  0214-896X, n.º 4.
- Un ejemplo de integración de una necrópolis medieval sobre una estructura romana, coedición con Emilio Illarregui Gómez. Arqueología espacial, n.º 10, 1986, (Ejemplar dedicado a: Época romana y medieval),  ISSN-1136-8195